# Cristian Pasquato
Cristian Pasquato (Codiverno, Provincia de Padua, Italia, 20 de julio de 1989) es un futbolista italiano que juega de centrocampista en el A. C. Trento de la Serie C italiana.

## Selección nacional
Ha sido internacional con la selección de fútbol sub-21 de Italia. Debutó el 25 de marzo de 2009, en un encuentro ante la selección de selección sub-21 de Dinamarca que finalizó con marcador de 2-2.

## Clubes
| Club                  | País    | Año       |
| --------------------- | ------- | --------- |
| Juventus F. C.        | Italia  | 2007-2008 |
| Empoli F. C.          | Italia  | 2008-2009 |
| Triestina Calcio      | Italia  | 2010      |
| Juventus F. C.        | Italia  | 2010      |
| Modena F. C.          | Italia  | 2010-2011 |
| U. S. Lecce           | Italia  | 2011      |
| Torino F. C.          | Italia  | 2012      |
| Udinese Calcio        | Italia  | 2012      |
| Bologna F. C.         | Italia  | 2012-2013 |
| Calcio Padova         | Italia  | 2013-2014 |
| Delfino Pescara       | Italia  | 2014-2015 |
| A. S. Livorno         | Italia  | 2015-2016 |
| Delfino Pescara       | Italia  | 2016      |
| Krylia Sovetov Samara | Rusia   | 2016-2017 |
| Legia de Varsovia     | Polonia | 2017-2019 |
| A. C. D. Campodarsego | Italia  | 2019-2020 |
| A. S. Gubbio          | Italia  | 2020-2021 |
| A. C. Trento          | Italia  | 2021-     |